# Sciadocladus
Sciadocladus là một chi rêu trong họ Hypnodendraceae.